# Petalidium physaloides
Petalidium physaloides är en akantusväxtart som beskrevs av Spencer Le Marchant Moore. Petalidium physaloides ingår i släktet Petalidium och familjen akantusväxter. Inga underarter finns listade i Catalogue of Life.